# Cuenca carbonífera de Peñarroya-Belmez-Espiel

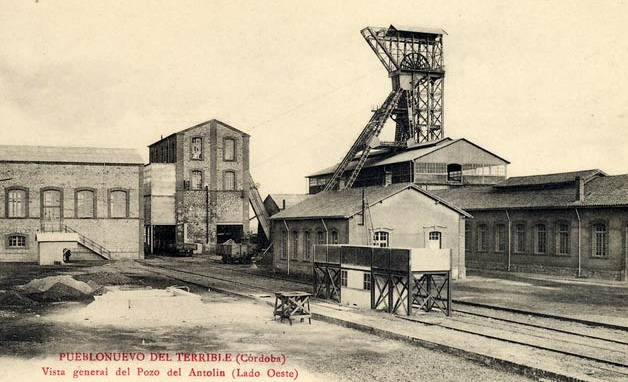
Vista del Pozo del Antolín en Pueblonuevo del Terrible, c. 1910.

La cuenca carbonífera de Peñarroya-Belmez-Espiel está ubicada en la comarca del valle del Guadiato, en la provincia de Córdoba (España), y tiene sus principales núcleos en los municipios de Fuente Obejuna, Peñarroya-Pueblonuevo, Belmez y Espiel. La cuenca carbonífera está situada a 70 kilómetros al norte de la ciudad de Córdoba, un importante nudo de comunicaciones. Históricamente, esta zona ha sido explotada con fines mineros, llegando a articularse un núcleo industrial en Peñarroya-Pueblonuevo al tiempo que se desarrollaba el ferrocarril. La actividad de la cuenca minera vivió su auge entre finales del siglo XIX y mediados del siglo XX, momento a partir del cual sus explotaciones entraron en un declive que llevaría a su cierre.

## Historia

### Primeros años
La existencia de reservas de carbón natural en la zona del Alto Guadiato era conocida al menos desde la Edad Media, de acuerdo con el testimonio de numerosos viajeros de la época. La cuenca carbonífera de Belmez-Espiel comenzó a ser explotada en 1790 con el fin de proporcionar combustible fósil para la fundición que funcionaba en Almadén. No obstante, no sería hasta mediados del siglo XIX cuando la explotación de los yacimientos de la zona alcanzó un «boom», de forma similar a lo que ocurrió en otras áreas españolas. Destacaría en primer lugar la actividad de la sociedad «Fusión Carbonífera y Metalífera de Belmez y Espiel», fundada en 1858 aunque con una existencia corta. Mayor éxito tendría la Sociedad Hullera y Metalúrgica de Belmez, de capital francés, que para 1880 era la principal extractora de carbón de la zona. A través del ferrocarril se logró dar salida al carbón, que en muchos casos era transportado directamente a las fundiciones del distrito minero de Linares.

### La época de esplendor

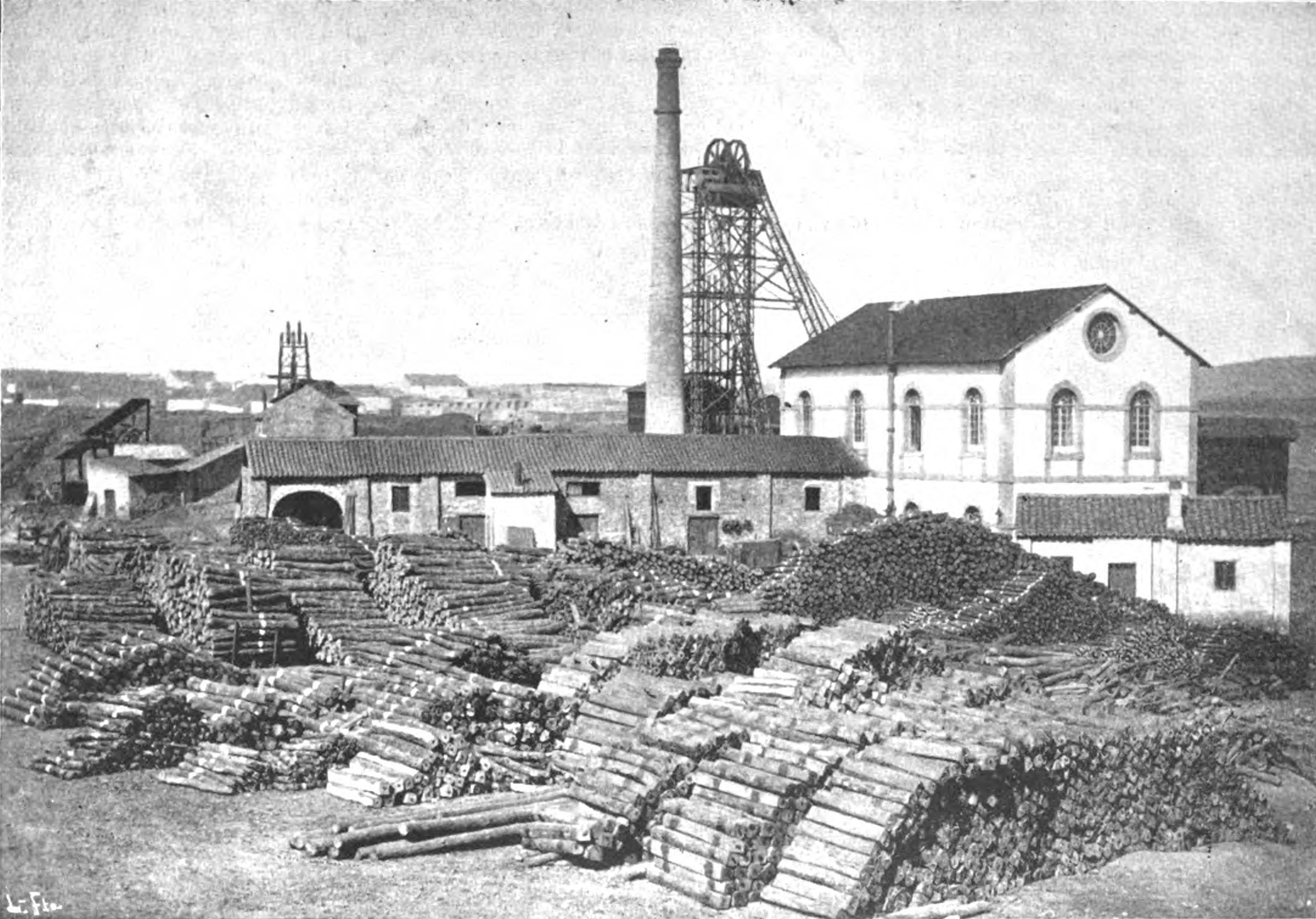
Mina Santa Isabel en Belmez (c. 1898)

Sin embargo, iba a ser bajo la Sociedad Minera y Metalúrgica de Peñarroya (SMMP), de capital francés, cuando la actividad en la cuenca carbonífera alcanzase su momento álgido. La SMMP llegó a hacerse con el control de la mayor parte de las minas de la zona, construyendo también diversas fundiciones y factorías para el tratamiento metalúrgico, lavaderos de mineral, centrales termoeléctricas, etc. Como resultado de todas estas actividades, en torno a los municipios de Peñarroya y Pueblonuevo del Terrible se articuló un importante núcleo de población, en el que también residía una colonia francesa formada por los ingenieros y directivos de la SMMP. La exportación de carbón de la cuenca a otras áreas españolas alcanzó su pico en estos años, aunque el lignito también fue utilizado para consumo local, especialmente por parte de la industria pesada. En este aspecto, el ferrocarril jugó un importante papel. Durante el último tercio del siglo XIX se construyeron varias líneas férreas y ramales industriales para así facilitar la conexión de todo el entramado minero-industrial con otras provincias. Para 1900 en la cuenca minera operaban varias compañías ferroviarias, contando cada una con su propia red.
Debido a la importante actividad minero-industrial que se desarrollaba en la cuenca un gran número de inmigrantes se instaló en la zona para cubrir las necesidades laborales. Desde comienzos del siglo XX surgieron varias sociedades obreras y se inició una cierta actividad sindical, si bien no sería hasta 1916 cuando se constituyó el Sindicato Minero Metalúrgico de Peñarroya. Las condiciones de trabajo de los mineros y obreros eran extraordinariamente duras, por lo que entre 1917 y 1923 se produjeron varias huelgas generales que llegaron a paralizar la actividad de la cuenca minera. Además estas movilizaciones tenían lugar dentro de un contexto donde los efectos de la Primera Guerra Mundial sobre la economía española habían provocado graves alteraciones en la vida de la población. Las huelgas de 1920 y 1922 llegaron a movilizar a miles de obreros y alcanzaron una gran dureza. La actividad obrera continuaría teniendo una gran importancia en la zona hasta el estallido de la Guerra Civil en 1936.

### Período reciente

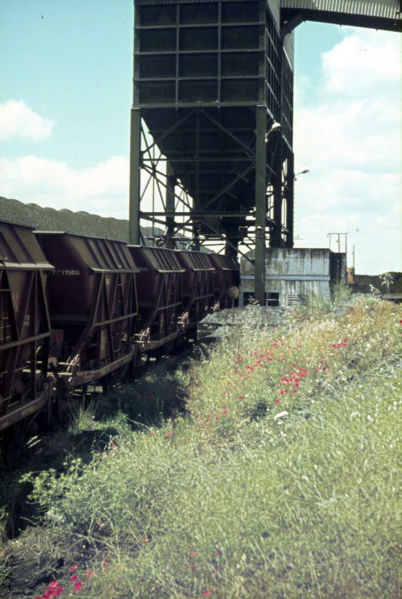
Instalaciones de «El Porvenir» en plena actividad, con un tren de tolvas bajo el cargadero, en 1979.

A comienzos de la década de 1960, ante el declive de las actividades de SMMP en Peñarroya, el Estado decidió intervenir y reactivar la cuenca carbonífera. Para ello, se crearon dos empresas estatales (ENCASUR y ENECO) encargadas de desarrollar esta iniciativa. Mientras que la primera de ellas estaría a cargo de la explotación de los yacimientos de carbón, la segunda estaría a cargo de la construcción y explotación de la central térmica de Puente Nuevo, situada junto al embalse homónimo. Dicha instalación comenzó a funcionar en 1966 con el carbón de la comarca, quedando a cargo de la producción de electricidad. En 1970 se cerró la histórica fundición de plomo de SMMP en Peñarroya-Pueblonuevo, que abandonó definitivamente su actividad en la zona. En ese mismo año también se clausuró el ferrocarril de vía estrecha.
En 1980 en la cuenca carbonífera se encontraban en servicio cinco pozos extractivos de ENCASUR, los cuales empleaban a unos 1000 operarios. A esto se sumaba la explotación a cielo abierto de la mina San Antonio, en Belmez, por la empresa Promotora de Minas de Carbón (PMC). A mediados de la década de 1990 la producción de la cuenca carbonífera era de un millón y medio de toneladas al año, una cifra importante que contrastaba con el declive económico que vivía la zona. El comienzo del siglo XXI vio como la minería del carbón iba decayendo hasta su extinción, debido a la baja rentabilidad que ofrecía. En 2005 se clausuraron las últimas explotaciones de la zona, el Pozo María y la mina San Antonio. A partir de entonces el carbón para la central de Puente Nuevo comenzó a ser traído por ferrocarril desde Puertollano. Esta situación se mantuvo hasta que en 2020 se desconectaron las instalaciones de Puente Nuevo, poniendo fin a la explotación carbonífera.

## Red ferroviaria
De la mano de las explotaciones mineras y la incipiente industria vino el desarrollo de una red ferroviaria en la zona para dar salida a los minerales extraídos o a la producción metalúrgica. El primer trazado que se inauguró fue la línea Almorchón-Belmez, en 1868, seguida cinco años después por la entrada en servicio de línea Córdoba-Belmez. Ambos trazados eran de ancho ibérico y permitían el enlace con la red general ferroviaria. La SMMP construiría un ferrocarril de vía estrecha que enlazaba Peñarroya con Fuente del Arco y Puertollano, cuya red alcanzaba una longitud total de 242 kilómetros. Además, en la zona existieron varios ramales de menor importancia que enlazaban entre sí los distintos yacimientos e instalaciones. Debido a ello, durante muchos años la zona del Guadiato fue un importante núcleo de actividad ferroviaria.